# 高橋和司
高橋 和司（たかはし かずし）は、日本の接骨医、元スーツアクター、元俳優。兵庫県出身。

## 略歴
1991年に円谷プロダクションのスーツアクターチーム「キャスタッフ」に所属し、テレビ作品『電光超人グリッドマン』などに出演後、「平成ウルトラセブンシリーズ」第一作でウルトラセブンのスーツアクターを演じる。
その後、フリーとなり東映Vシネマ作品にスタントマンとして出演する。
プロレスラーへの転向を志しUWFスネークピットジャパン(現CACCスネークピットジャパン)の宮戸優光に弟子入り志願するも、練習中に負傷、2000年に引退し東京を去ることとなる。
2004年に柔道整復師の資格を取得し、2006年より兵庫県尼崎市で「もみや鍼灸整骨院」を営む。
2007年に、年間80人と難関の柔道整復師専科教員の資格を取得し、柔道整復師養成施設であるアムス柔道整復師養成学院にて講師として教鞭をとる。「明るく・楽しく・激しい講義」をモットーに情熱的な講義を展開し後進の指導に尽力する。
2018年4月に自宅DIY作業中に左腕を負傷し左手首並びに左指の機能を失うが、懸命のリハビリにより手指の機能を取り戻し復活を遂げている。本人は、「ポンコツな改造人間に成り下がりました」と謙遜するが、YouTuberの青汁王子こと三崎優太よりも酷い状態であったとも語っている。
スポーツ業界への関与も盛んに行っており、HEAT・DEMOLITION・HIGHSPEEDなどの格闘技興行にてリングメディカルスタッフを務めたり、大相撲玉ノ井部屋にて臨時トレーナーとして活躍している。

## 出演作品
テレビ作品
- 私が愛したウルトラセブン（1993年）- トーク星人
- 電光超人グリッドマン（1993年）
- ウルトラセブン太陽エネルギー作戦（1994年） - ウルトラセブン
- ウルトラセブン地球星人の大地（1994年） - ウルトラセブン
- ウルトラマンネオス(PILOT版) （1995年）
- 徳川の女～家康の長女亀姫の闘い （1997年）
- 姫将軍大あばれ（1994－95年）
- サイコメトラーEIJI （1997年）
- ウルトラマンダイナ （1997－98年）
- ビートたけしのお笑いウルトラクイズ
- アッコにおまかせ！
- テレビ探偵団
- タモリ倶楽部
- 紅白歌合戦
- 日立世界ふしぎ発見！

東映Vシネマ
- BE-BOP-HIGHSCHOOL 愛徳・立花死闘篇（1998年）
- BE-BOP HIGHSCHOOL 頂上戦争・不良狩り篇（1998年）
- 疵 血の黙示録3（1998年）
- マル走改造自動車教習所 （1996年）
- 血染の代紋　喧嘩組 （1997年）
- 新・湘南爆走族 荒くれKNIGHT （1998年）
- 新・静かなるドン （1997年）
- 獣神サンダーライガー　怒りの雷鳴　FIST OF THUNDER （1995年）
- 地球防衛少女イコちゃん3 大江戸大作戦（1990年）
- 疵〜血の黙示録 （1998年）